# 横山賀三
横山 賀三（よこやま かざん、2002年9月30日 - ）は、日本の俳優。オフィスストンプ所属。

## 人物
- 名前の由来は、"賀"は父の名前から"三"は三兄弟の末っ子であることから名付けられた。
- 足のサイズは25.5cm
- 小学一年生からジャスダンスを習っている。
- 趣味は映画、舞台鑑賞。特技は歌、ジャズダンス、ものまね。
- 好きな食べ物はピザ、お寿司、焼き肉、トマトソース。
- 目標としている人物はミッキーマウス。

## 出演

### 舞台
- 劇団四季ミュージカル
  - 『サウンド・オブ・ミュージック』（2013年）- クルト役
  - 『ライオンキング』（2013年 - 2016年）- ヤングシンバ 役
- ミュージカル『刀剣乱舞』 - 少年・兄役
  - 〜静かの海のパライソ〜（2020年3月21日 - 3月26日、天王洲 銀河劇場 ※3月27日 - 5月31日まで公演中止）
  - ～静かの海のパライソ 2021～（2021年9月27日 - 10月3日、TOKYO DOME CITY HALL / 10月15日 - 16日、北九州ソレイユホール / 10月22日 - 24日、梅田芸術劇場メインホール / 10月30日 - 11月7日、TOKYO DOME CITY HALL /   11月20日 - 25日、多賀城市民会館 大ホール）
- チハマオート旗揚げ公演 "カガミマエ・ブルース"（2022年3月23日 - 27日、阿佐ヶ谷 ひつじ座）- 磯村役
- ミュージカル『ダブル・トラブル -2022夏 Season A-』（2022年7月28日 - 8月14日、オルタナティブシアター）- 弟・ボビー役
- 盗まれた雷撃 パーシー・ジャクソン ミュージカル（2022年9月21日 - 10月5日、有楽町よみうりホール / 10月9日・10日、京都劇場）- サイリナ・他 役
- ミュージカル『テニスの王子様』4thシーズン - 芥川慈郎 役
  - 青学vs氷帝（2023年1月7日 - 15日、TACHIKAWA STAGE GARDEN / 1月20日 - 29日、メルパルクホール大阪 / 2月3日 - 5日、キャナルシティ劇場 / 2月17日 - 19日、土岐市文化プラザ サンホール / 2月25 日 - 3月5日、TOKYO DOME CITY HALL）[1]
  - 青学vs六角（2023年7月15日 - 23日、TACHIKAWA STAGE GARDEN / 7月28日 - 8月6日、COOL JAPAN PARK OSAKA WWホール / 8月18日 - 20日、名古屋文理大学文化フォーラム（稲沢市民会館） 大ホール / 8月26日 - 9月3日、日本青年館ホール）[2]
  - Dream Live 2024 ～Memorial Match～（2024年5月25日-26日、神戸ワールド記念ホール /5月31日-6月2日、有明アリーナ) [3]
  - 青学vs氷帝（2025年7月6日 - 13日、Kanadevia Hall / 7月19日 - 27日、SkyシアターMBS / 8月1日 - 3日、土岐市文化プラザ サンホール / 8月15日 - 17日、久留米シティプラザ グランドホール / 8月23日 - 31日〈予定〉、日本青年館ホール）[4]
- 舞台「信長未満—転生光秀が倒せない—」（2023年3月23 - 26日、KAAT神奈川芸術劇場）- 丹羽長秀 役
- ミステリ・ミュージカル『ルームメイトと謎解きを』（2023年11月18日 - 26日、サンシャイン劇場）- 五月女唯哉役[5]
- 『テラヤマ・キャバレー』Inspired by Shuji Terayama（2024年2月9日 - 29日、日生劇場 / 3月5日 - 10日、梅田芸術劇場メインホール）- 青肺役[6]
- 舞台『川越ボーイズ・シング』-喝采のクワイア-（2024年6月22日 - 30日、シアターH） - 小橋快人 役[7]
- ミュージカル『ニュージーズ』（2024年10月9日 - 29日、日生劇場 / 2024年11月3日 - 4日、兵庫県立芸術文化センター KOBELCO 大ホール / 2024年11月9日 - 11日、福岡サンパレス ホテル＆ホール）クラッチ―役　[8]
- 舞台『WIND BREAKER』（2025年1月3日 - 5日、COOL JAPAN PARK OSAKA WWホール / 1月10日 - 19日、シアターH） - 楡井秋彦 役[9]
- ハジケ・る ポップコーン一座『テイ・る オブ ナイトメア』〜不思議の国の給仕係〜（2025年3月21日 - 30日、I'M A SHOW）[10][11]
- ミュージカル『憂国のモリアーティ』大英帝国の醜聞 Reprise（2025年5月16日 - 18日、シアターH / 5月23日 - 25日、京都劇場 / 5月30日 - 6月8日、天王洲 銀河劇場） - フレッド・ポーロック 役[12]
- ミュージカル『PandoraHearts』（2025年11月7日 - 16日〈予定〉、シアターH） - オズ＝ベザリウス 役[13]
- ミュージカル『ALTAR BOYZ 2025』（2025年12月〈予定〉） - MARK 役[14]

### イベント
- 「ミュージカル『テニスの王子様』4thシーズン 青学（せいがく）vs氷帝」Blu-ray/DVDの発売記念イベント（9月上旬）
- We Love テニミュ！20th Anniversary 第一弾 テニミュ春の上映祭　（5月12日）

### ライブ
- ヨルシカ LIVE TOUR 2023 月と猫のダンス（2023年4月15日 - 16日、仙台サンプラザホール/ 5月31日 - 6月1日、札幌文化芸術劇場 hitaru）- Actorとして出演

### CM
- 西松屋 (2011年）
- セイバン (2011年）
- マクドナルド「ハッピーセット」（2011年）
- 十六茶 (2012年）

ほか多数出演

### ラジオドラマ
- 青春アドベンチャー （NHK-FM）
  - 『1848』- フランツ皇太子役（2021年8月）
  - 『太陽の城 月の砦』（2024年2月26日 - 3月8日）
  - 『白銀騎士団 -高貴なる亡霊-』（2025年2月24日 - 3月7日）[15] - パトリック、ヘンリー 役

### テレビ
- NHK BSプレミアム「みんなDEどーもくん」（2012年 - 2015年）
- ミュージックステーション ユニコーンのバックダンサー

### その他
- 配信番組 「海宝直人と〇〇トーク（仮）」vol.2 （2023年5月27日放送回）-ゲスト出演
- 配信番組 RYOYA CHANNEL 第７回生放送 #7 （2023年7月24日放送回）-ゲスト出演
- 配信番組 『まぴ先生といっしょ！！』9時間目（2023年8月13日放送回）-ゲスト出演